# Quintus Fabius Maximus Aemilianus
Quintus Fabius Maximus Aemilianus (* um 186 v. Chr.; † um 130 v. Chr.) war ein römischer Adeliger aus dem Geschlecht der Fabier und im Jahr 145 v. Chr. Konsul.

## Leben
Quintus Fabius Maximus Aemilianus war der Sohn des Lucius Aemilius Paullus Macedonicus, aus dessen erster Ehe mit einer Papiria, sowie der um etwa zwei Jahre ältere Bruder des Publius Cornelius Scipio Aemilianus Africanus. Von seiner zweiten Gattin bekam Aemilius Paullus zwei weitere Söhne, so dass er seine beiden Söhne aus erster Ehe nach 179 v. Chr. von anderen römischen Adelsfamilien adoptieren ließ. Als ältester Sohn wurde der hier behandelte Fabius von einem 181 v. Chr. zur Prätur gelangten Quintus Fabius Maximus adoptiert, einem Enkel des berühmten Quintus Fabius Maximus Verrucosus.
Als junger Mann nahm Fabius im Jahr 168 v. Chr. an der, von seinem leiblichen Vater geleiteten, Schlacht von Pydna gegen den letzten Makedonenkönig Perseus teil, wobei er das feindliche Heer zu umgehen half. Anschließend durfte er die Nachricht des römischen Sieges dem Senat übermitteln. Anschließend begab er sich wieder an den Kriegsschauplatz und führte 167 v. Chr. Strafexpeditionen zuerst gegen Binnenstädte Makedoniens, die von den Römern abgefallen waren, dann mit Publius Cornelius Scipio Nasica Corculum gegen aufständische Illyrer. Nach diesen Leistungen durfte er sich am Triumphzug seines Vaters in Rom beteiligen.
Wegen der spärlichen und nur wenig ausführlichen Quellen lassen sich für Fabius’ weiteren Werdegang, mit Ausnahme seiner Taten als Konsul, nur wenige Nachrichten finden. Dazu kommt, dass in den Quellen zwar manchmal von einem Quintus Fabius Maximus die Rede ist, der aber nicht genauer bezeichnet wird, obwohl zu dieser Zeit mehrere relevante Männer dieses Namens lebten. Es ist jedoch wahrscheinlich, dass meistens der hier behandelte Fabius gemeint ist, weil er der berühmteste dieser Homonymen war und daher nicht genauer benannt zu werden brauchte. Diese Annahme soll der folgenden Darstellung zugrunde gelegt werden.
So war Fabius 154 v. Chr. Mitglied einer Gesandtschaft, die Pergamon besuchte, und bekleidete 149 v. Chr. die Prätur, wobei er Sizilien als Provinz erhielt. Den Höhepunkt seines cursus honorum erreichte er 145 v. Chr., als er zusammen mit Lucius Hostilius Mancinus zum Konsul gewählt wurde. Da der Führer der Lusitaner, Viriathus, große Erfolge gegen die römischen Truppen in Spanien hatte feiern können, sollte Fabius dort mit stärkeren Heeresaufgeboten das Blatt wieder wenden. Diese Aufgabe beschäftigte ihn auch noch in der Stellung eines Prokonsuls 144–143 v. Chr. Zwar errang er nur einige kleinere Siege, reorganisierte aber vor allem die römischen Truppen und vermied eine zu offensive Kriegsführung, um kein zu großes Verlustrisiko eingehen zu müssen. Diese Strategie wurde bestätigt, als seine Nachfolger mit abweichender Vorgehensweise wieder schwere Niederlagen erlitten.
Unsicher ist, ob Fabius jener Quintus Fabius ist, der um 140 v. Chr. eine Gesandtschaft der Römer nach Kreta anführte, um den Grenzstreit der Dörfer Itanos und Hierapytna zu schlichten. Unter seinem Bruder Scipio kämpfte Fabius 134–132 v. Chr. wieder in Spanien, diesmal bei Numantia, wobei er die Hälfte der belagernden Truppen befehligte. Da sein Sohn Quintus Fabius Maximus Allobrogicus das Begräbnis seines Bruders Scipio († 129 v. Chr.) ausrichtete, muss Fabius vor diesem, wohl um 130 v. Chr., gestorben sein.